# Lago Burley Griffin

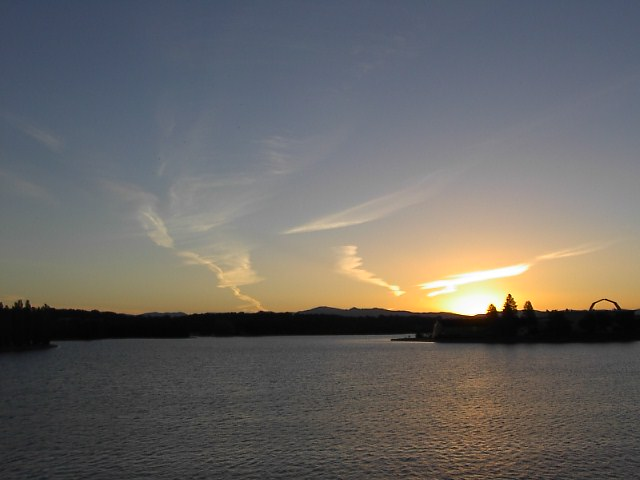
Atardecer sobre el Lago Burley Griffin, visto desde el puente Commonwealth.

El lago Burley Griffin es un gran lago en el centro de Canberra, la capital federal de Australia. Fue creado en 1963 sobre el curso del río Molonglo, que atraviesa el centro de la ciudad. Su nombre es el del arquitecto Walter Burley Griffin, quien ganó la competencia de arquitectura para la ciudad de Canberra.
El lago se ubica aproximadamente en el centro de la ciudad, donde fue ubicado por Griffin. Muchas instituciones importantes de Australia, como la Biblioteca Nacional de Australia están ubicadas al borde del lago. El parlamento también se ubica a poca distancia. Sus alrededores también son muy populares para los usuarios de las actividades recreativas del lago, particularmente en los meses cálidos. Es poco frecuente ver nadadores en el lago, pero se practica con frecuencia el remo la pesca y la Vela.
El flujo del lago se regula con una barrera de 33m de alta, diseñada para manejar inundaciones que pueden ocurrir hasta cada 5000 años. En época de sequía, el nivel del lago puede bajar, pero se tiene previsto alimentarlo con aguas de un embalse ubicado en un río tributario del Molonglo.

## Diseño

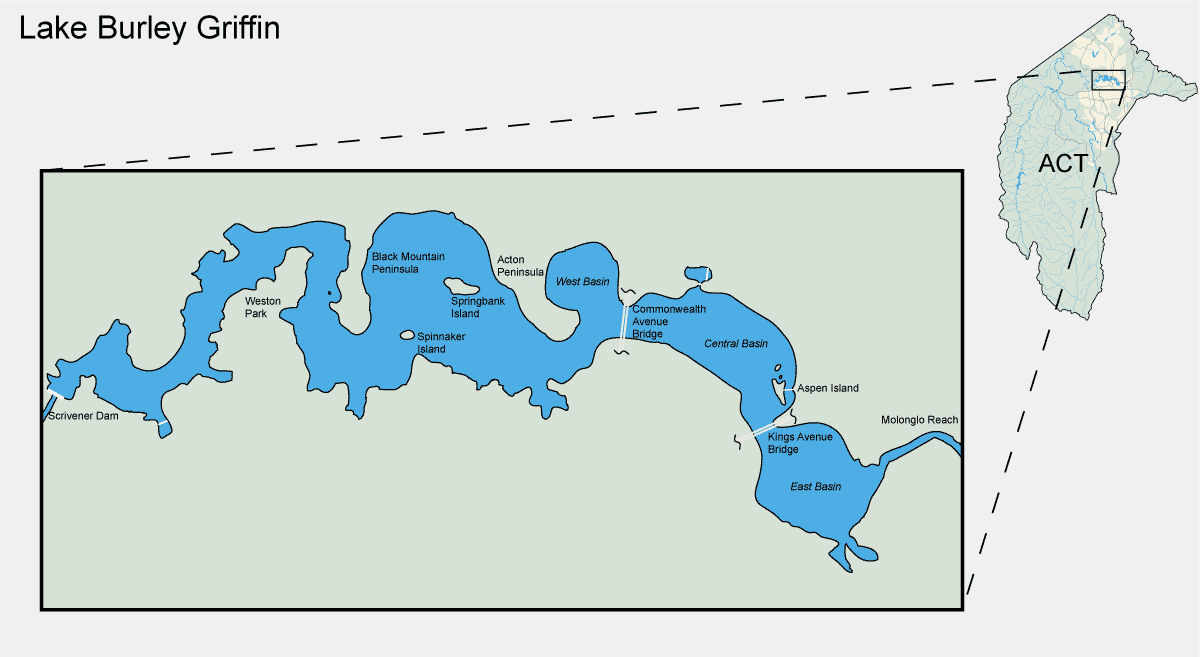
Mapa del Lago Burley Griffin.

Charles Robert Scrivener (1855-1923) recomendó el sitio para construir Canberra en 1909, y sus planos detallados del área fueron entregados a los arquitectos que participaron en la planificación de Canberra. Más tarde, Scrivener, fue parte del comité de diseño y fue responsable de modificar los diseños de Griffin. Recomendó cambiar la forma del lago abandonando la forma muy geométrica del proyecto de Griffin para adoptar una forma mucho más natural utilizando un solo dique. El nuevo diseño incluyó elementos de varios de los mejores diseños propuestos y fue inicialmente criticado por su estética.
El lago contiene 33 millones de metros cúbicos de agua con una superficie de 6,64 km². Tiene 11 km de largo y 1.2 km de ancho en su punto más ancho, tiene un perímetro de 40,5 km y el nivel de sus aguas es de 556 metros sobre el nivel del mar. El lago Burley Griffin contiene seis islas, tres pequeñas y tres más grandes. Una de las grandes, llamada Isla Aspen se ubica en el centro del lago, las islas Springbank y Spinnaker se encuentran en la parte oeste. La isla Aspen se comunica con la costa por un puente de peatones y allí se encuentra ubicada la Campanario Nacional de Australia.

## Puentes

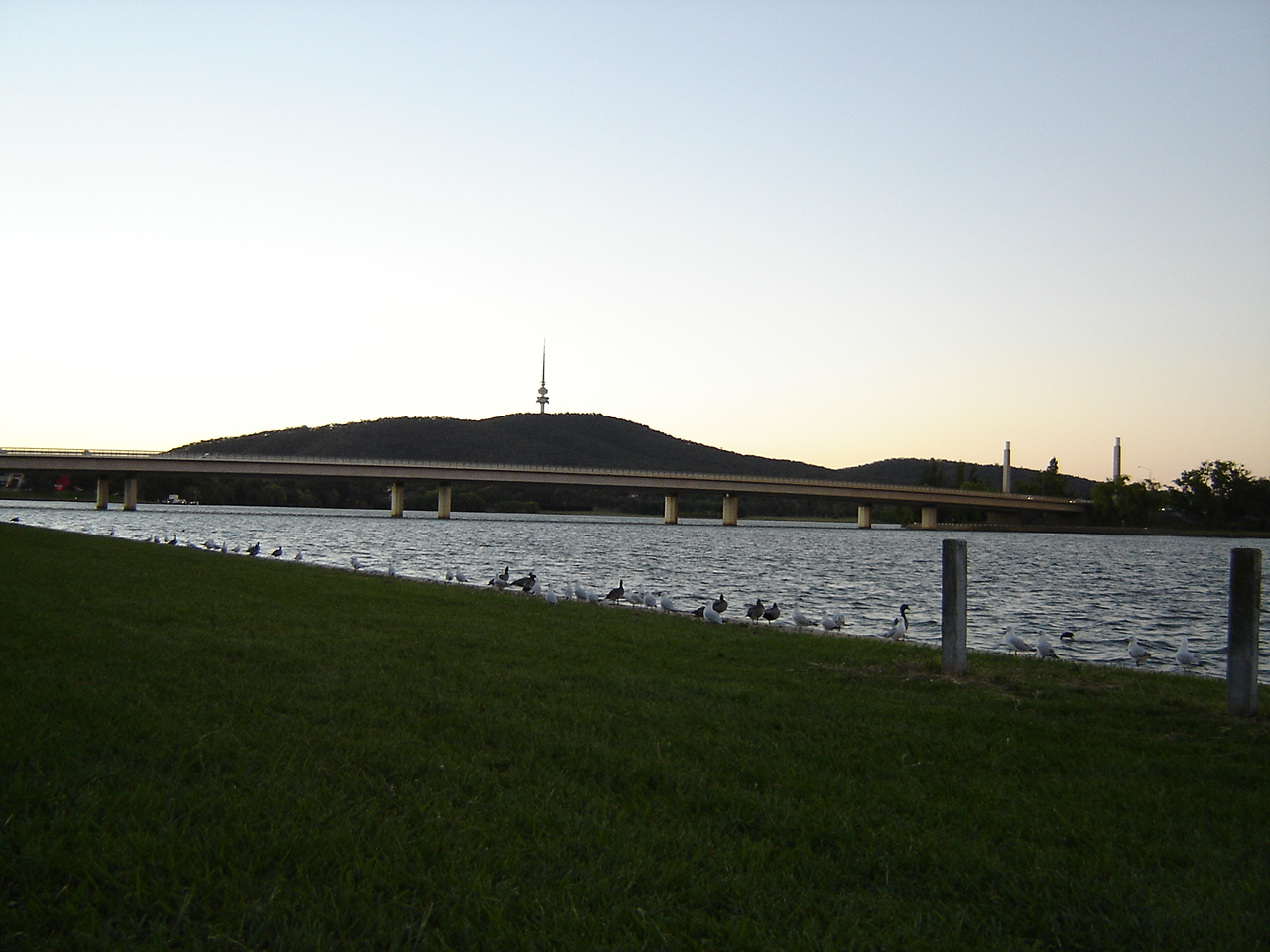
Puente de la Avenida Mancomunidad.

El lago Burley Griffin es cruzado por el puente de la Avenida de la Mancomunidad (310 metros), por el puente de la Avenida de los Reyes (270 metros) y por la carretera Lady Denman, sobre el dique Scrivener. Los dos puentes fueron construidos antes de llenar el lago y están diseñados para permitir el paso de botes recreacionales y veleros con mástiles de altura considerable. Ambos puentes tienen carriles en los dos sentidos. La avenida de la mancomunidad tiene tres vías en cada sentido. La avenida de los Reyes tiene dos.